# British Shipbuilders
British Shipbuilders (BS) fu una società pubblica che controllò l'industria della cantieristica navale nel Regno Unito dal 1977 agli anni ottanta. La sede era alla Benton House di Newcastle upon Tyne.

## Storia
La società fu fondata come risultato dell'Aircraft and Shipbuilding Industries Act 1977, che nazionalizzò 27 cantieri navali e compagnie di ingegneria britanniche. Altre 6 società di riparazioni navali e un ulteriore cantiere furono in seguito acquisite, portando British Shipbuilders a comprendere 32 cantieri navali, 6 officine meccaniche e 6 altri stabilimenti di produzione. Collettivamente British Shipbuilders comprendeva il 97% della capacità produttiva del regno unito per la cantieristica navale mercantile, il 100% di quella militare, il 100% della produzione di motori marini a bassi giri e circa il 50% delle riparazioni navali. Harland & Wolff, l'unico cantiere navale nell'Irlanda del Nord, fu reputato un caso politico particolare e quindi rimase fuori da British Shipbuilders, anche se dal 1977 divenne anch'esso controllato dallo stato.
Lo stesso provvedimento nazionalizzò anche le tre maggiori industrie aerospaziali britanniche e le raggruppò in una società analoga, la British Aerospace.

### Leadership e organizzazione
Il primo presidente di British Shipbuilders, in servizio dal 1977 al 1980, fu l'ammiraglio Sir Anthony Griffin. Fu succeduto da Sir Robert Atkinson, a cui a sua volta subentrò Graham Day nel 1984 e poi Phillip Hares nel 1986. L'ultimo presidente operativo fu John Lister, che prese ufficio nel 1987, continuando in carica fino al 1989.
La società fu inizialmente organizzata in quattro divisioni: mercantile, militare, riparazioni e ingegneria marittima e generale. Nel 1980 fu ristrutturata in cinque divisioni commerciali: costruzioni mercantili, costruzioni militari, ingegneria, riparazioni navali e offshore.

### Privatizzazione
Per la fine del 1982 British Shipbuilders aveva chiuso la metà dei cantieri per ridurre la sovracapacità produttiva. I termini del British Shipbuilders Act 1983 richiedevano alla società di iniziare il processo di privatizzazione delle proprietà rimaste. Le varie divisioni che erano rimaste sotto proprietà integrata dello stato furono dismesse durante gli anni 80 mentre la società terminava le operazioni. I profittabili cantieri di costruzioni navali militari furono venduti per primi, seguiti dai cantieri mercantili che venivano venduti o chiusi pezzo a pezzo, culminando con la vendita di Govan Shipbuilders a Kværner nel 1988 e nel gennaio 1989 di Ferguson Shipbuilders alla recentemente privatizzata Clark Kincaid. British Shipbuilders cessò definitivamente le operazioni di costruzione nel 1989, con la chiusura degli ultimi cantieri, i cantieri di Pallion e Southwick di  North East Shipbuilders Ltd. Le rimanenti proprietà di North East Shipbuilders Ltd. furono quindi privatizzate.

### Abolizione
British Shipbuilders continuò ad esistere come una società di comodo, per poter essere considerata per tutto il passivo accumulato nella la sua storia operativa, fino alla sua abolizione, nel 2013, come parte delle riforme governative delle entità pubbliche del 2010. Dal marzo 2013 tutti i passivi di British Shipbuilders passarono al dipartimento del commercio, dell'innovazione e delle competenze.

## Entità controllate da British Shipbuilders
Le proprietà controllate dalle seguenti aziende furono riversate in British Shipbuilders il 1 settembre 1977.

### Cantieri e riparazioni navali
- Ailsa Shipbuilding Company di Troon (acquisita nel 1978, fusa con Ferguson Shipbuilders nel 1981 per formare Ferguson-Ailsa)
- Appledore Shipbuilders di Appledore (unita a Ferguson Shipbuilders nel 1986 per diventare Appledore-Ferguson)
- Austin & Pickersgill di Sunderland
- Brooke Marine di Lowestoft
- Cammell Laird Shipbuilders di Birkenhead
- Clelands Shipbuilding Company di Wallsend
- Falmouth Docks Company di Falmouth
- Ferguson Shipbuilders di Port Glasgow (inizialmente sussidiaria di Scott Lithgow, unita a Ailsa nel 1981 per formare Ferguson-Ailsa, e poi nel 1986 con Appledore Shipbuilders per formare Appledore-Ferguson)
- Goole Shipbuilding & Repairing Company di Goole
- Govan Shipbuilders di Govan, a Glasgow (comprendeva Scotstoun Marine Ltd)
- Hall, Russell & Company di Aberdeen
- River Thames Ship Repairers di Blackwall (in seguito rinominata Blackwall Engineering)
- Robb Caledon Shipbuilders (comprendeva Henry Robb di Leith e Caledon Shipbuilding & Engineering Company di Dundee)
- Scott Lithgow di Greenock (comprendeva Scotts Shipbuilding and Engineering Company e Lithgows)
- Smiths Dock Company di Middlesbrough
- Sunderland Shipbuilders di Sunderland (comprendeva William Doxford & Sons, di Pallion)
- Swan Hunter Shipbuilders Limited di Wallsend (in seguito rinominata Swan Hunter) - comprendeva anche John Readhead & Sons di South Shields, Wallsend Slipway and Engineering Company di Wallsend e Grangemouth Dockyard Company
- Vickers Limited Shipbuilding Group di Barrow in Furness (rinominata Vickers Shipbuilding and Engineering Limited - VSEL)
- Vosper Thornycroft, di Woolston e Portsmouth
- Yarrow Shipbuilders (YSL) di Scotstoun, a Glasgow

### Manifattura di motori diesel marini
- Barclay Curle and Company di Whiteinch, a Glasgow
- George Clark & NEM di Sunderland
- Hawthorn Leslie and Company di Hebburn
- John G. Kincaid & Company di Greenock
- Scotts’ Engineering Company Limited di Greenock

Nota: Harland and Wolff, di Belfast, fu controllata dallo stato ma non fece mai parte di British Shipbuilders.

## Privatizzazione
- Scott Lithgow (divisione offshore) - 1981 - le compagnie individuali furono dissolte, venduta a Trafalgar House nel 1984, chiusa nel 1993.
- Brooke Marine (divisione mercantile) - 1985 - management buyout.[5][6] Terminò le operazioni nel 1992.
- Vosper Thornycroft (divisione navi militari) - 1985 - management buyout, conosciuta come VT Group fino al 2008, ora BAE Systems Surface Ships.
- Yarrow Shipbuilders (divisione navi militari) - 1985 - venduta a GEC-Marconi come Marconi Marine (YSL) e poi a BAE Systems come parte di BAE Systems Marine, ora BAE Systems Surface Ships.
- VSEL (divisione navi militari) - 1986 - employee buyout, con Cammell Laird come sussidiaria. Acquisita da GEC-Marconi nel 1995, come parte di Marconi Marine, e poi da BAE Systems come parte di BAE Systems Marine, ora BAE Systems Submarine Solutions.
- Cammell Laird (divisione navi militari) - 1986 - come sussidiaria di VSEL terminò le operazioni di costruzione nel 1993, continuò a operare nelle riparazioni navali sotto altra firma. Cammell Laird riniziò le costruzioni nel 2012.
- Ailsa Shipbuilders (divisione mercantile) - 1986 - Ailsa si separò da Ferguson-Ailsa e fu venduta alla Perth Corporation come Ailsa Perth Shipbuilders. Cessò la costruzione di navi nel 1988.
- Hall Russell (divisione navi militari) - 1986 - management buyout, nel 1989 acquisita da A&P Appledore International, chiusa nel 1992.
- Swan Hunter (divisione navi militari) - 1987 - management buyout, entrò in liquidazione coatta amministrativa nel 1994 e fu comprata da Jaap Kroese. Cessò le costruzioni nel 2006.
- Govan Shipbuilders (divisione mercantile) - 1988 - Venduta a Kværner come Kværner Govan, nel 1999 alla GEC-Marconi come parte di Marconi Marine e poi a BAE Systems come parte di BAE Systems Marine, ora BAE Systems Surface Ships.
- Ferguson Shipbuilders (divisione mercantile) - 1989 - divisa da Appledore-Ferguson e venduta a Clark Kincaid (HLD Group) nel 1989.
- Appledore Shipbuilders (divisione mercantile) - 1989 - divisa da Appledore-Ferguson e venduta a Langham Industries.
- Clark Kincaid (divisione ingegneristica) - 1989 - management buyout (da parte dell'HLD Group), nel 1990 acquisita da Kværner. Kværner Kincaid fu venduta a Scandiaverken nel 1999 e cessò le operazioni nel 2000.